# おもちゃがあたる!ロボカバトル
『おもちゃがあたる!ロボカバトル』は、タカラトミーアーツ販売のアーケードカードゲーム。稼働期間は2020年4月 - 2021年6月。

## 概要
『トミカ絆合体 アースグランナー』『新幹線変形ロボ シンカリオン』『トランスフォーマー（トランスフォーマー サイバーバース）』の3作品を題材としたアーケードカードゲーム。筐体は『新幹線変形ロボ シンカリオン カードがもらえる! 超シンカバトル』を使用している。
タイトル通り毎月100名に限定コアグランナートミカが当たるキャンペーンを行っており、ゲーム中3枚カードを購入することで応募ナンバーを受け取ることができる。
連動としてサポートカードの代わりに、コアグランナートミカ、『超シンカバトル』カード、シンカリオン関連商品付属Shincaをゲームでスキャンすることが可能。
2020年11月リリースの第3弾が最終弾となり、その後は2021年6月より順次稼働を終了させている。

## カード
第1弾
- アースグランナー
  - アースグランナーレオチータ、アースグランナーイーグルチータ、ガオグランナーレオ、ガオグランナーイーグル、ガオグランナーチータ、コアグランナーレオ、ゴアグランナーイーグル
- シンカリオン
  - シンカリオン E5 MkII オーバークロス E5、ブラックシンカリオンオーガ、シンカリオン E5はやぶさ Mk-II、ブラックシンカリオン バーサーカーモード、ブラックシンカリオン 紅、シンカリオン ドクターイエロー、シンカリオン E5はやぶさ、シンカリオン E6こまち、シンカリオン E7かがやき、シンカリオン E3つばさ
- サイバーバース
  - バンブルビー、オプティマスプライム

## リリース
- 第1弾 2020年4月23日開始